# Plandište
Plandište (en serbe cyrillique : Пландиште ; en roumain :Plandişte ; en hongrois : Zichyfalva ; en allemand : Zichydorf) est une localité et une municipalité de Serbie situées dans la province autonome de Voïvodine. Elles font partie du district du Banat méridional. Au recensement de 2011, la localité comptait 3 832 habitants et la municipalité dont elle est le centre 11 334.

## Histoire

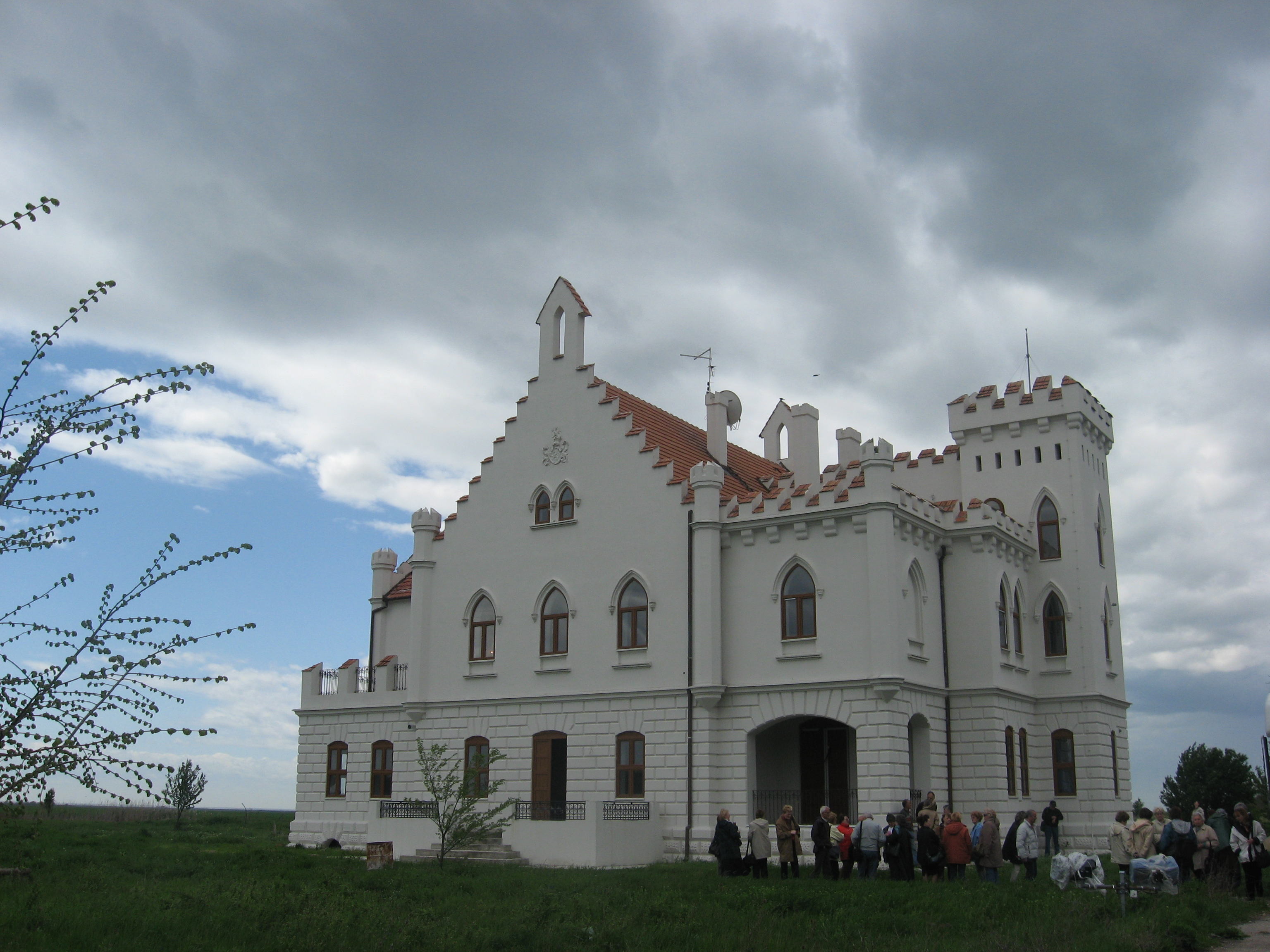
Le château Kapetanovo

## Localités de la municipalité de Plandište

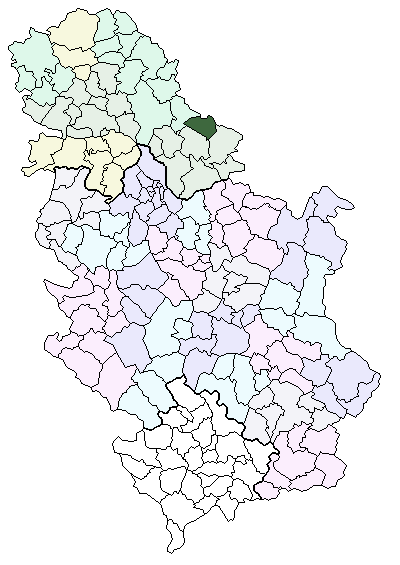
Localisation de la municipalité de Plandište en Serbie
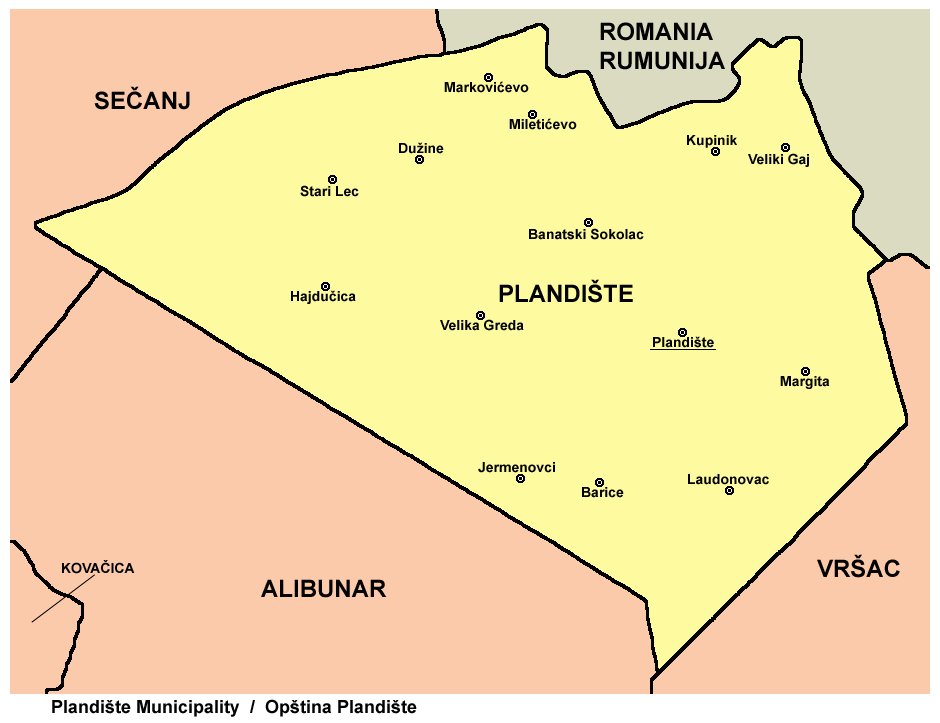
Localités de la municipalité de Plandište

La municipalité de Plandište compte 14 localités :
| - Banatski Sokolac - Barice - Velika Greda - Veliki Gaj - Dužine - Jermenovci - Kupinik | - Laudonovac - Margita - Markovićevo - Miletićevo - Plandište - Stari Lec - Hajdučica |

Toutes les localités de la municipalité, y compris Plandište, sont officiellement considérées comme des « villages » (село/selo).

## Démographie

### Localité

#### Évolution historique de la population dans la localité
| 1869  | 1880  | 1890  | 1900  | 1910  | 1921  | 1931  |
| ----- | ----- | ----- | ----- | ----- | ----- | ----- |
| 2 937 | 2 636 | 3 128 | 3 192 | 2 846 | 3 120 | 3 281 |

| 1948  | 1953  | 1961  | 1971  | 1981  | 1991  | 2002  | 2011  |
| ----- | ----- | ----- | ----- | ----- | ----- | ----- | ----- |
| 2 985 | 3 040 | 3 446 | 3 701 | 4 122 | 4 380 | 4 270 | 3 832 |

### Municipalité

#### Répartition de la population dans la municipalité (2002)
Les localités suivantes possèdent une majorité de peuplement serbe : Plandište, Banatski Sokolac, Velika Greda, Veliki Gaj, Dužine, Kupinik, Laudonovac, Markovićevo, Miletićevo et Stari Lec ; Margita possède une majorité de peuplement seerbe. Barice est habité par une majorité de Roumains, Jermenovci par une majorité de Hongrois et Hajdučica par une majorité relative de Slovaques.

## Religion

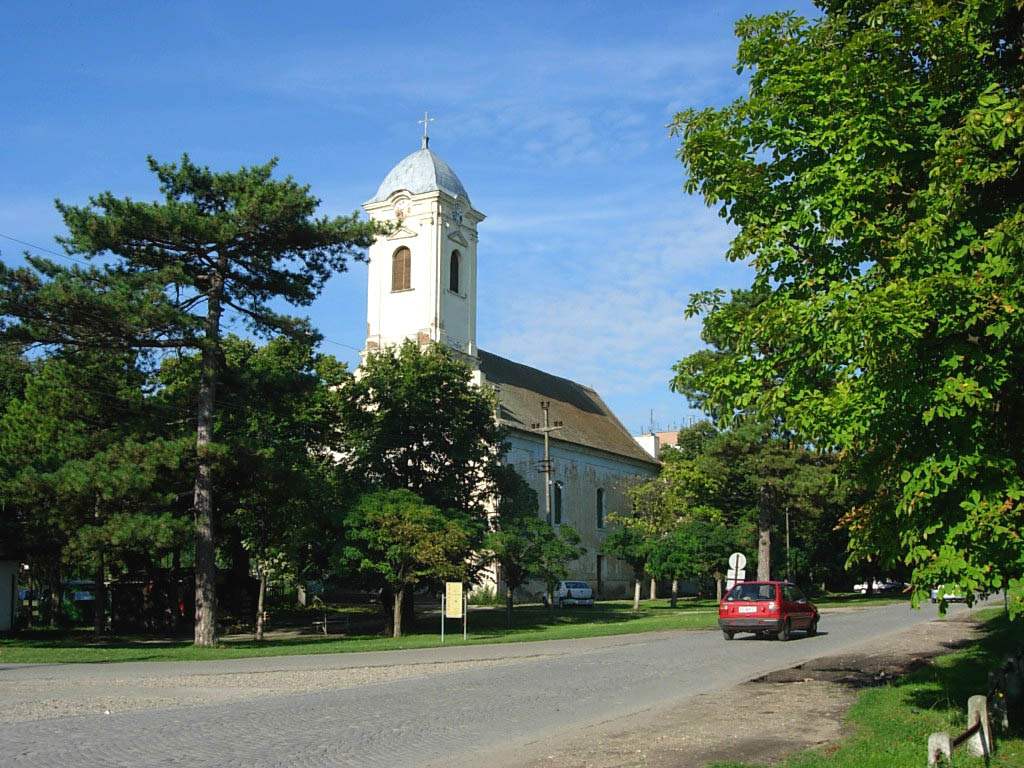
Le centre ville et l'église catholique de la Reine-du-Rosaire à Plandište
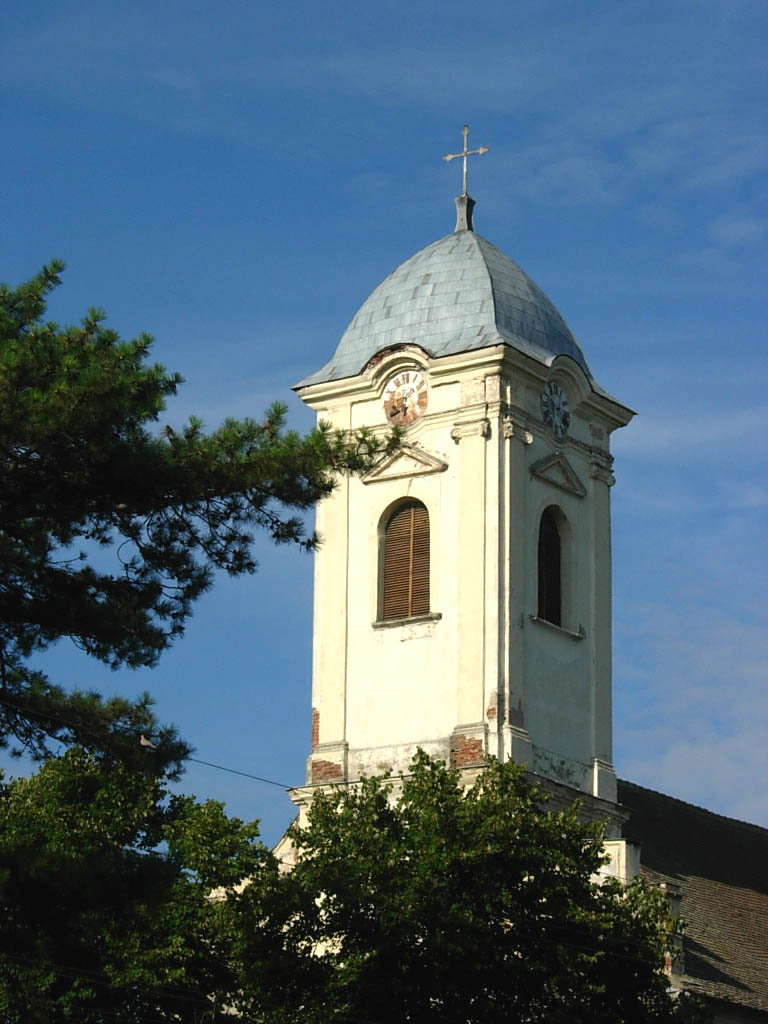
Le clocher de l'église catholique de la Reine-du-Rosaire

## Politique
À la suite des élections locales serbes de 2008, les 23 sièges de l'assemblée municipale de Plandište se répartissaient de la manière suivante :
| Parti                                                                         | Sièges |
| ----------------------------------------------------------------------------- | ------ |
| Liste « Nous pouvons, nous voulons »                                          | 8      |
| Parti radical serbe                                                           | 4      |
| Parti démocratique                                                            | 4      |
| Parti socialiste de Serbie - Parti des retraités unis de Serbie - Serbie unie | 2      |
| Parti démocratique des Macédoniens                                            | 2      |
| Ensemble pour la Voïvodine                                                    | 1      |
| G17 Plus                                                                      | 1      |
| Parti démocratique de Serbie                                                  | 1      |

Zoran Vorkapić, qui conduisait la liste « Nous pouvons, nous voulons », a été élu président (maire) de la municipalité.

## Économie
La ville va avoir droit à la création un parc éolien, avec une capacité de production de 102 mégawatts. Le russe Gazprom devrait investir 160 millions € dans le projet qui permettra l’embauche de plus de 300 personnes.